# 顏德基
颜德基（1886年—1951年5月1日）名应纯，字德基，以字行，四川省开江县人，中华民国军事将领。

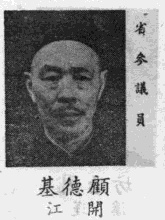

## 生平
颜德基早年于绥定府通济学堂肆业，后入杭州蚕桑学校，不久，入广州弁目学校，后留学日本，毕业于明治大学，在日本期间还参加了中国同盟会。1911年，颜德基归国参加了广州起义，起义失败后赴武汉。1912年初，熊克武在上海建立蜀军，颜德基任义士团团长，先期回到四川。
1913年7月二次革命爆发后，颜德基任四川讨袁军学生队炸弹队队长，奉命率部守卫重庆青木关。1916年，颜德基同开江县人傅晋卿、黄复生、魏宫九等人购买武器弹药，成立川东护国第一支队，颜德基任支队长。1918年5月，熊克武任命颜德基为川军第六师师长，驻达县，不久又担任援陕西第二路总司令。1920年，颜德基参加吕超以及滇军、黔军发动的倒熊之役。1923年，颜德基投靠熊克武，被任命为第十师师长。1930年，颜德基所部撤退到陕西安康，因为内讧，部队瓦解。
1946年，颜德基当选四川省参议会参议员，1947年当选第一届国民大会代表。中华人民共和国成立后，1950年任川北区政协委员，1951年5月1日因恶霸罪而被枪决。1986年，颜德基案获得改判，颜德基不再被追究刑事责任。